# Augustin Souchy
Augustin Souchy, född den 28 augusti 1892, död 1 januari 1984 i München, var en tysk journalist, anarkist, syndikalist och fackföreningsman.
Som språklig autodidakt lärde han sig på alla sina resor genast språket i respektive värdland, blev involverad i den anarkistiska rörelsen och kände från det ögonblicket att han tillhörde respektive land och dess folk.

## Biografi

### Uppväxt och första världskriget
Souchy växte upp i Racibórz (på tyska Ratibor), då en del av Kejsardömet Tyskland. Han flyttade på 1910-talet till Berlin där han kom i kontakt med den då livaktiga anarkistiska rörelsen i staden. Efter att han 1911 lärt känna Gustav Landauer engagerade han sig i den judiska socialistiska rörelsen Bund. Som övertygad antimilitarist flydde han vid första världskrigets början undan inkallelse till Österrike, men blev snart utvisad därifrån på grund av sina politiska åsikter, försedd med en skylt runt halsen, "Se upp. Anarkist!" Han reste vidare och lyckades 1915 via Danmark och Norge ta sig till neutrala Sverige, men blev 1917 åter igen utvisad för att ha bedrivit antimilitaristisk propaganda.

### Mellankrigstiden
1919 återvände han till Tyskland och engagerade sig där tillsammans med bland andra Rudolf Rocker i den tyska syndikalistiska organisationen FAUD (Freie Arbeiter Union Deutschlands). Från april till november 1920 reste han runt i Ryssland. Som representant för FAUD vid Kominterns kongress träffade han bland andra Lenin, och besökte även Peter Kropotkin, en av de viktigaste anarkistiska teoretikerna vid den tiden. Souchys analys av den bolsjevikiska revolutionen, vad den var och vart den var på väg, landade i slutsatsen att "Bolsjevikerna har visat oss att statssocialister inte kan genomföra socialismen." Med detta exempel ville han visa revolutionära grupper att det var den anarkistiska inriktningen som hade framtiden för sig, och varna för tron på ett centralistiskt parti som instrument för att erövra makten.
År 1921 verkade han först i Frankrike men utvisades på grund av att han var anarkist. Från 1922 blev han redaktör för FAUD:s tidning Der Syndikalist och för den anarkistiska tidningen Die Internationale. Tillsammans med bland andra Rudolf Rocker verkade han för bildandet av Internationella Arbetareassociationen (IAA), som sågs som en internationell motorganisation till bolsjevikernas röda fackföreningsinternational. Tillsammans med Rudolf Rocker och Alexander Schapiro valdes han till sekreterare för IAA.
Han lärde under denna tid känna många anarkister från olika länder som sökte asyl i Berlin, inklusive ryska anarkister som flydde från bolsjevikerna och spanska anarkister som Buenaventura Durruti, som tidvis måste fly undan förföljelse i Spanien. Efter monarkins fall 1931 gjorde han flera resor till Spanien på uppdrag av IAA. 1936 skrev han till anarkisten Emma Goldman: ”Under de senaste fem åren har jag varit här fem gånger. Varje gång det fanns en movimento, en rörelse. April 1931 revolution. December 1931 uppror. Generalstrejk i december 1932. April 1933 generalstrejk igen. Oktober 1934 reste sig Katalonien mot den kastilianska hegemonin. Det jäste 1935. Februari 1936 störtandet av Gil-Robles diktatur. Nu nya efterforskningar .... Idag ska ett stort möte äga rum i den monumentala tjurfäktningsarenan, organiserad av den anarkistiska ungdomen, Juventad Libertaria. Jag kom hit för att tala vid det mötet. Arenan rymmer 100.000, och kamraterna har försäkrat mig om att det inte blir färre än så som dyker upp”. Mötet ägde dock inte rum, Francos kuppförsök skedde kvällen innan.

### Exil
Några dagar innan nazisterna 1933 arresterade vännen och anarkistiske författaren Erich Mühsam, flydde Souchy åter landet och slog sig för andra gången ned i Paris. När det spanska inbördeskriget bröt ut 1936 blev Souchy ansvarig för den spanska syndikalistiska fackföreningen CNT:s informationsbyrå i Barcelona, samt försökte i Frankrike organisera pengar och vapen åt den anarkistiska organisationen Federación Anarquista Ibérica (FAI). Han skrev senare sina mest inflytelserika böcker om just kollektiviseringarna i den befriade anarkistzonen. I Katalonien, Levante och Aragonien hade över 1000 "colectivades" (kollektiv) bildats, som inte organiserades ovanifrån utan spontant på plats efter plats genom frivilliga initiativ. Efter nederlaget för den spanska revolutionen 1939 återvände Souchy med flyktingströmmen från Barcelona till Frankrike, där han i två år satt internerad i ett fängelseläger.
1942 lyckades han fly och gick i exil i Mexiko. Han bodde där fram till 1948 och publicerade ett flertal böcker - bland annat om frihetlig socialism, de spanska kollektiven, etc - samt bistod även med råd till mexikanska initiativ till jordbruksprojekt. 1952 reste han till Israel och studerade kibbutz-rörelsen, om vilken han publicerade sina erfarenheter på Kuba, dit han tillfälligt flyttat. Där deltog han också i den mycket livliga kubanska anarkistiska rörelsen, och hans böcker fick därför god spridning i Havanna. I slutet av 1950-talet åkte han på eget initiativ och utan sponsorer på en föreläsningsturné genom Latinamerikas alla länder för att försöka främja fackligt engagemang. 1960 genomförde han på initiativ av fackföreningsmedlemmar en fördjupad studie av effekterna av den kubanska revolutionens politik under Fidel Castro, med särskilt fokus på markreformer. Förutom att tillstå att förbättringar skett i fråga om större social rättvisa var en av hans centrala slutsatser att ”Den kubanska revolutionsregeringen är en diktatur. Folket inser och känner detta.” Några dagar efter att Souchy lämnat landet lät regeringen på uppmaning från kommunistpartiet konfiskera och makulera hela upplagan av hans rapportbok "Testimonios sobre la Revolución Cubana" ("Vittnesmål om den kubanska revolutionen"). Boken publicerades kort därefter igen i Buenos Aires.
Tillsammans med Rudolf Rocker och Helmut Rüdiger stödde han organisationen Föderation freiheitlicher Sozialisten (FfS), som var en politisk efterföljare till FAUD. Denna aktivitet fick konsekvenser. År 1963 uppdrogs han av internationella arbetsorganisationen (ILO) i Genève att åka på turné som utbildningsexpert i Karibien, Latinamerika och Afrika. Augustin kommenterade detta med ett leende: ”Tänk dig att 71 år gammal, när andra för länge sedan har gått i pension, fick jag mitt första jobb!” Fram till dess hade Souchy fört ett asketiskt leverne i outtröttligt arbete uteslutande för de anarkistiska och syndikalistiska rörelserna.

### Återkomst till Tyskland
1966 bosatte han sig i München. Han var nu ett ofta efterfrågat samtidsvittne och intervjuades i såväl tidningar (Der Spiegel 1969 och 1983; Frankfurter Rundschau 1960, 1962, 1970 och 1972; Damals 1970 och 1972; Basler Zeitung 1980) som radiosändningar (Hessischer Rundfunk 1967, Bayerischer Rundfunk 1976) och TV (ZDF 1977 och 1982). Redan 1950 hade han åter börjat publiceras i Tyskland. Hans överlevande gamla kamrater som organiserat sig kring tidskriften Die Freie Gesellschaft köpte gärna in hans artiklar, och fram till dess nedläggning 1953 hade han något alster med i nästan varje nummer. Å andra sidan visar mängden opublicerade manuskript från 1960-talet att det han skrev inte var beställt material. Tidningarna Geist und Tat, neues beginnen och Zeitgeist (huvudsakligen finansierade av Otto och Margret Reimers från Hamburg) var undantagen. På 1970-talet tillkom den svenska syndikalistiska tidningen Arbetaren, europäische ideen, Akratie und Befreiung, och på 1980-talet de nya tidskrifterna Die freie Gesellschaft och Schwarzer Faden. Tillsammans med bl.a. Karl Retzlaw, Peter Bernhardi och Peter Maslowski grundade Souchy 1973 "Arbeitskreis Karl Liebknecht", ett forum för radikal diskussion. I och med Nejlikerevolutionen i april 1974 var han på plats och tillbaka i händelsernas centrum. När han återvände till Tyskland samma år flyttade han in i en liten enrumslägenhet på femte våningen vid Leonrodstraße 48 i stadsdelen Neuhausen i München. Han gick nu helt upp i det journalistiska arbetet. 1979 deltog och talade han vid War Resisters' Internationals (WRI) konferens i Danmark och 1982 inbjöds han av dess tyska filial IDK till Frihetligt Forum i Berlin.
Augustin Souchys böcker hade utöver hans reportagebok om spanska revolutionen dittills endast utgivits sporadiskt, med enstaka pamfletter på det berlinska förlaget Karin Kramer, men 1977 publicerades hans politiska memoarer "Se upp, anarkist!" på Luchterhand Literaturverlag. Från 1982 och framåt gjorde samarbetet med förlaget att en kontinuerlig publicering blev möjlig. Han publicerades också i antologin A las Barricadas om majdagarna i Barcelona 1937 och i samarbete med Medienwerkstatt Freiburg och den schweiziska veteranen Clara Thalmann (Durruti-kolonnen) producerades Die lange Hoffnung ("Det långa hoppet") som bok och som dokumentärserie för ZDF (sändes 1984, efter Souchys död).Dokumentären följde Augustin och Clara när de 1983 åkte tillbaka till Spanien och besökte platser där båda hade varit aktiva nästan femtio år tidigare.
En kamrat som besökte honom strax före hans död berättade att han verkade trött men med piggt intresse. Boken om Erich Mühsam var nästan klar, några sidor kvar bara. Han behövde fortfarande minst tre år, flinade han, för att bland annat färdigställa en planerad volym med hans texter på Trotzdem förlag. Den 1 januari 1984 dog Augustin Souchy av lunginflammation vid 91 års ålder på Rödakors-kliniken i München. Det hölls ingen begravning och anrättades ingen grav, Augustin hade redan testamenterat sin kropp till vetenskapen. Souchys efterlämnade bibliotek och dödsbo skänktes till Internationales Institut für Sozialgeschichte i Amsterdam. Några år senare begravdes Clara Thalmann på en äng vid en kyrkogård i Nice, där hennes partner Paul Thalmann tidigare begravts.

## Citat
- ”Stora målsättningar, litet resultat. Men jag brukade tänka i termer av årtionden, nu tänker jag i termer av århundraden. I slutändan kommer historien att ge oss rätt.”
- "Min strävan att vara fri från förtryck har jag alltid inriktat på att upprätta en icke-våldsam samhällsorganisering i stället för organiserat våld."